# گلستان (نیر)
گلستان  روستایی است که در استان اردبیل، شهرستان نیر، بخش مرکزی، دهستان رضاقلی قشلاق قرار دارد.

## جمعیت
بر اساس سرشماری سال ۱۳۸۵ جمعیت این روستا ۴۹۰ نفر با ۱۲۶ خانوار بوده‌است.